# No-CD crack
Een No-CD crack is een aangepaste versie van een uitvoerbaar bestand die ervoor zorgt dat de software zonder de benodigde cd-rom uitgevoerd kan worden.
Sommige computerprogramma's die exclusief via cd-rom gedistribueerd worden, controleren of de originele cd-rom in de cd-speler aanwezig is. Dit soort hulpprogramma's worden gebruikt om te voorkomen dat de gebruiker regelmatig cd-roms moet wisselen.
Daarnaast wordt een No-CD crack ook toegepast bij illegaal verkregen software waarbij de originele cd-rom niet voorhanden is.